# Expectation
Expectation (hangeul: 기대) è il primo album discografico del gruppo musicale sudcoreano Girl's Day, pubblicato nel 2013 dall'etichetta discografica DreamTea Entertainment insieme a LOEN Entertainment. L'album è stato poi ristampato, con il titolo Female President, il 24 giugno 2013.

## Il disco
Inizialmente l'album doveva uscire a febbraio 2013, ma venne pubblicato il mese dopo, il 14 marzo, per ragioni sconosciute. Il 5 marzo fu rivelato che il membro Yura sarebbe stata la protagonista nel video musicale di "Expectation", title track dell'album, e due giorni dopo furono pubblicate la copertina del disco e la tracklist. Il 9 marzo fu diffuso un teaser del video musicale della title track, il quale mostrava un'immagine sexy e matura del gruppo, diversa da quella mostrata in precedenza. L'11 marzo venne pubblicato un teaser nel loro canale YouTube ufficiale. L'album e il video musicale di "Expectation" uscirono il 14 marzo. Lo stesso giorno, le Girl's Day iniziarono le promozioni, concludendole il 26 aprile. "Expectation" debuttò all'undicesima posizione nella prima settimana nella classifica Gaon, arrivando alla nona nella seconda settimana. Inoltre, vinse il premio 'canzone più ascoltata dell'anno' ai Gaon Chart K-pop Awards.
Tre mesi più tardi, la DreamTea Entertainment annunciò il ritorno del gruppo con la ristampa dell'album, intitolata Female President, per il 24 giugno, con la nuova title track omonima. Il medesimo giorno dell'uscita del disco, le Girl's Day organizzarono uno showcase 'piscina-party'. Il brano "Female President" fu utilizzato come traccia promozionale nelle loro performance nei programmi M! Countdown, Music Bank, Show! Music Core e Inkigayo. "Female President" debuttò alla quinta posizione nella prima settimana nella classifica Gaon. La canzone, inoltre, permise al gruppo di vincere, per la prima volta, nel programma Inkigayo. Assieme alle title track, furono scelti anche i brani "Please Don't Go", "Girl's Day World" e "I Don't Mind" per far parte delle loro performance. Le promozioni per Female President cominciarono il 27 giugno e si conclusero il 27 luglio; il giorno seguente, il 28 luglio, le Girl's Day continuarono le promozioni con il brano "Please Tell Me" del singolo "Girl's Day Party #6", non contenuto né nell'album né nella ristampa.

## Tracce
1. Girl's Day World – 1:21 (testo: Sojin, Kwon Seok-in, Choe Dok-wan – musica: Sojin, Cosmic Sound)
2. Expectation (기대해) – 3:15 (testo: Nam Ki-sang, Daniel R. – musica: Nam Ki-sang, Kwon Seok-in, Choe Dok-wan)
3. I Don't Mind – 4:48 (testo: Girl's Day, Kang Jeon-myung – musica: Shinsadong Tiger, Choi Kyu-Sung)
4. Easy Go. – 3:24 (testo: Han Sang-won – musica: Han Sang-won, Yoon Young-min)
5. Please Don't Go (그녀를 믿지마) – 3:35 (testo: Shina-e, Glory Face – musica: Gentleman, Glory Face)
6. White Day – 3:08 (testo: Nam Ki-sang, Daniel R. – musica: Nam Ki-sang, Radio Galaxy)
7. Oh, Great! (어쩜 좋아) – 3:10 (testo: Eva – musica: Soul Jin)
8. Twinkle Twinkle (반짝반짝) – 3:05 (testo: Nam Ki-sang, Park Keon-ho, Kang Jeon-myung – musica: Nam Ki-sang)
9. Hug Me Once (한번만 안아줘) – 3:14 (testo: Nam Ki-sang, Kang Jeon-myung – musica: Nam Ki-sang)
10. Oh! My God – 3:08 (Kang Jiwon, Kim Kibum)
11. Don't Forget Me (나를 잊지마요) – 3:10 (Nam Ki-sang)
12. Don't Let Your Eyes Wander! (너, 한눈 팔지마!) (DJ Stereo Club Mix) – 4:26 (testo: Nam Ki-sang, Kang Jeon-myung – musica: Nam Ki-sang)
13. Expectation (기대해) (Inst.) – 3:15 (testo: Nam Ki-sang, Daniel R. – musica: Nam Ki-sang, Kwon Seok-in, Choe Dok-wan)
14. White Day (Inst.) – 3:08 (testo: Nam Ki-sang, Daniel R. – musica: Nam Ki-sang, Radio Galaxy)

Tracce della ristampa, Female President:
1. Girl's Day World – 1:21
2. Female President (여자 대통령) – 3:33 (testo: Kang Jeon-myung, Nam Ki-sang, Daniel R. – musica: Nam Ki-sang, Kwon Seok-in, Choe Dok-wan)
3. Expectation (기대해) – 3:15
4. I Don't Mind – 4:48
5. Easy Go. – 3:24
6. Please Don't Go (그녀를 믿지마) – 3:35
7. White Day – 3:08
8. Oh, Great! (어쩜 좋아) – 3:10
9. Twinkle Twinkle (반짝반짝) – 3:05
10. Hug Me Once (한번만 안아줘) – 3:14
11. Oh! My God – 3:08
12. Don't Forget Me (나를 잊지마요) – 3:10
13. Female President (여자 대통령) (Inst.) – 3:33 (testo: Kang Jeon-myung, Nam Ki-sang, Daniel R. – musica: Nam Ki-sang, Kwon Seok-in, Choe Dok-wan)

## Formazione
- Sojin – voce
- Yura – rapper, voce
- Minah – voce
- Hyeri – voce